# نصب ألكسندر سوفوروف (سانت بطرسبرغ)
نصب ألكسندر سوفوروف التذكاري (بالروسية: Памятник Суворову) هو نصب تذكاري للقائد الروسي ألكسندر سوفوروف، يقع في مدينة سانت بطرسبرغ.

## تاريخ
تم إنشاء التمثال بناء على طلب من الإمبراطور بافل الأول.
على قاعدة الجرانيت المستديرة للنصب نُقشت عبارة: «أمير إيطاليا، الكونت سوفوروف، 1801».
قام بنحت النصب النحات ميخائيل كوزلوفسكي، حيث اشتغل عليه من 1799 إلى 1801. تم الافتتاح الكبير للنصب التذكاري في 5 (17) مايو 1801.